# Шекхавати
Шекхавати — один из основных диалектов языка раджастхани. Распространён в округах Сикар, Джхунджхуну и Чуру, индийского штата Раджастхан. Число носителей составляет около 3 млн. человек. Схожесть с другими диалектами раджастхани: от 50 до 80%. Многие носители владеют также языком хинди.